# Rainer Krumm

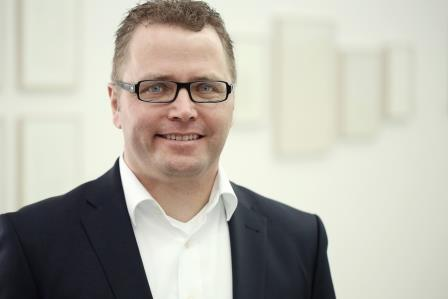
Rainer Krumm

Rainer Krumm (* 1971  in Ravensburg) ist ein deutscher Autor.
Krumm hat Wirtschaftspädagogik und strategische Unternehmensführung studiert.
2006 gewann Rainer Krumm zusammen mit seinem Kollegen  Christian Geissler von der Commax AG die Bronzemedaille des Internationalen Trainings-Preis in der Kategorie Service & Dienstleistung.

## Monographien
- Unternehmensnachfolge. Gabal Verlag, Offenbach 2021, ISBN 978-3-96739-051-3
- mit Sonja Wittig: 30 Minuten für Teamkultur, Gabal Verlag, Offenbach 2020, ISBN 978-3-86936-980-8.
- mit Christian Buchholz: 30 Minuten für Innovationskultur, Gabal Verlag, Offenbach 2018, ISBN 978-3-86936-842-9.
- Changemanagement von A bis Z, Gabal Verlag, Offenbach 2018, ISBN 978-3-86936-868-9.
- mit Franziska Brandt-Biesler: So wird verkauft!: Werteorientiertes Verkaufen mit den 9 Levels, Gabal Verlag, Offenbach 2015, ISBN 978-3-86936-665-4.
- 30 Minuten für Werteorientiertes Führen, Gabal Verlag, Offenbach 2014, ISBN 978-3-86936-605-0.
- mit Martina Bär-Sieber und Hartmut Wiehle: Unternehmen verstehen, gestalten, verändern. Das Graves-Value-System in der Praxis, Springer Gabler, 3. Aufl., 2014, ISBN 978-3-8349-4601-0.
- Mentales Training für Piloten, Motorbuch Verlag, 2009, Stuttgart, ISBN 978-3-613-03078-7
- Selbstcoaching für Piloten, Motorbuch Verlag, 2010, Stuttgart, ISBN 978-3-613-03173-9
- mit Christian Geissler: Outbound-Praxis. Aktives Verkaufen am Telefon erfolgreich planen und umsetzen, Gabler Verlag, 3. Aufl., Wiesbaden 2010, ISBN 978-3-8349-2200-7.
- Wirtschaftswachstum kontra Umwelt – Über die (Un)Vereinbarkeit politischer und ökonomischer Aspekte, R.G. Fischer Verlag, Frankfurt, 1996 ISBN 3-89501-441-9